# Massimiliano Maisto
Massimiliano Maisto (Milano, 27 agosto 1980) è un ex ciclista su strada italiano, professionista dal 2006 al 2008.

## Carriera
Tra i dilettanti, soprattutto da Elite, ottenne buoni risultati. Nel 2002 vinse infatti la Bologna-Raticosa, nel 2003 si aggiudicò una tappa al Giro della Regione Friuli Venezia Giulia e una, quella conclusiva, al Giro d'Italia di categoria – oltre a piazzarsi secondo nella prova per Elite senza contratto ai campionati nazionali italiani – mentre nel 2005 fece suo il Trofeo Matteotti a Marcialla. Passò professionista all'età di venticinque anni, nel 2006, con la formazione Continental C.B. Immobiliare-Universal Caffè. Al primo anno da pro concluse ottavo alla Coppa Agostoni e sesto al Trofeo Melinda.
Nel 2007, dopo il trasferimento tra le file della squadra Professional Continental OTC Doors-Lauretana, ottenne il settimo posto sia al Giro di Slovenia che alla Coppa Agostoni. Nel 2008 prese parte alla Milano-Sanremo 2008 classificandosi centoundicesimo; conseguì poi, in quella stessa annata, anche il primo e unico successo da professionista, al Tour du Jura, competizione svizzera del calendario Europe Tour.

## Palmarès
- 2002 (Garda Calze-Resine Ragnoli, una vittoria)

Bologna-Raticosa
- 2003 (Podenzano-Italfine, cinque vittorie)

Bassano-Monte Grappa
2ª tappa Giro della Regione Friuli Venezia Giulia (Tolmezzo > Erto)
Giro Ciclistico del Cigno
Parma-La Spezia
5ª tappa Giro d'Italia dilettanti (Casacalenda > Casacalenda)
- 2004 (Podenzano-Italfine, una vittoria)

Gran Premio Sportivi di San Vigilio di Concesio
- 2005 (Podenzano-Brunero-Camel, due vittorie)

Coppa Cantina Valtidone
Trofeo Matteotti - Marcialla
- 2008 (NGC Medical-OTC Industria Porte, una vittoria)

Tour du Jura

## Piazzamenti

### Classiche monumento
- Milano-Sanremo

2008: 111º